# Cholón (distrito)
O Distrito peruano de Cholón é um dos três distritos que formam a Província de Marañón, situada no Departamento de Huánuco, pertencente a Região Huánuco, na zona central do Peru.

## Transporte
O distrito de Cholón é servido pela seguinte rodovia:
- PE-12A, que liga a cidade de Uchiza (Região de San Martín) ao distrito de La Pampa (Região de Ancash)[1][2][3]